# Daniel Kimoni
Daniel Kimoni (ur. 18 stycznia 1971 w Liège) – belgijski piłkarz pochodzenia kongijskiego grający na pozycji środkowego obrońcy. Był reprezentantem Belgii.

## Kariera klubowa
Swoją karierę piłkarską Kimoni rozpoczynał w juniorach takich klubów jak: Entente Rechaintoise (1981-1988) i RFC Seraing (1988-1991). W 1991 roku przeszedł do RFC Tilleur i w sezonie 1991/1992 zadebiutował w jego barwach w trzeciej lidze belgijskiej. W Tilleur grał do 1993 roku i wtedy też przeszedł do pierwszoligowego Standardu Liège. W nim swój debiut zaliczył 10 grudnia 1993 w zwycięskim 2:0 wyjazdowym meczu z RFC Liège. W sezonie 1994/1995 wywalczył ze Standardem wicemistrzostwo Belgii.
Latem 1996 Kimoni odszedł ze Standardu do KRC Genk. Zadebiutował w nim 3 sierpnia 1996 w przegranym 0:1 wyjazdowym meczu z KSC Lokeren. W sezonie 1997/1998 wywalczył z nim wicemistrzostwo Belgii i zdobył z nim Puchar Belgii. W sezonie 1998/1999 został z Genkiem mistrzem kraju, a w sezonie 1999/2000 ponownie sięgnął po krajowy puchar. W sezonie 2000/2001 znów grał w Standardzie Liège.
W 2001 roku Kimoni przeszedł do austriackiego Grazer AK. Swój debiut w nim zanotował 26 sierpnia 2001 w przegranym 1:2 wyjazdowym meczu z Austrią Salzburg. W sezonie 2001/2002 zdobył z nim Puchar Austrii.
Latem 2002 Kimoni został zawodnikiem niemieckiego trzecioligowca FC Augsburg. Na początku 2003 roku wrócił do Belgii i do 2004 grał w CS Visé. W sezonie 2005/2006 był piłkarzem RRFC Montegnée, w którym zakończył karierę.
| Sezon   | Klub           | Kraj    | Rozgrywki     | Mecze | Gole |
| ------- | -------------- | ------- | ------------- | ----- | ---- |
| 1991/92 | RFC Tilleur    | Belgia  | Derde klasse  | ?     | ?    |
| 1992/93 | RFC Tilleur    | Belgia  | Derde klasse  | ?     | ?    |
| 1993/94 | Standard Liège | Belgia  | Eerste klasse | 1     | 0    |
| 1994/95 | Standard Liège | Belgia  | Eerste klasse | 12    | 0    |
| 1995/96 | Standard Liège | Belgia  | Eerste klasse | 21    | 0    |
| 1996/97 | KRC Genk       | Belgia  | Eerste klasse | 33    | 1    |
| 1997/98 | KRC Genk       | Belgia  | Eerste klasse | 31    | 1    |
| 1998/99 | KRC Genk       | Belgia  | Eerste klasse | 31    | 0    |
| 1999/00 | KRC Genk       | Belgia  | Eerste klasse | 28    | 0    |
| 2000/01 | Standard Liège | Belgia  | Eerste klasse | 1     | 0    |
| 2001/02 | Grazer AK      | Austria | Bundesliga    | 3     | 0    |
| 2002/03 | FC Augsburg    | Niemcy  | Regionalliga  | 3     | 0    |
| 2002/03 | CS Visé        | Belgia  | Tweede klasse | 2     | 0    |
| 2003/04 | CS Visé        | Belgia  | Tweede klasse | 24    | 0    |
| 2005/06 | RRFC Montegnée | Belgia  | Derde klasse  | 19    | 0    |

## Kariera reprezentacyjna
W reprezentacji Belgii Kimoni zadebiutował 5 lutego 1999 w przegranym 0:1 towarzyskim meczu z Grecją, rozegranym w Larnace. W kadrze narodowej rozegrał 3 mecze, wszystkie w 1999.